# 云潭街道
云潭街道是中华人民共和国贵州省貴陽市观山湖区下辖的一个街道办事处。

## 行政区划
云潭街道下辖以下村级行政区划单位：
下麦村、上麦村。